# Immortals (E-Sport-Organisation)
Immortals ist eine amerikanische E-Sport-Organisation, welche am 7. Oktober 2015 mit dem Aufkaufen von Team 8 und dem damit verbundenen League of Legends Championship Series Platzes gegründet wurde. Die Organisation besitzt aktuell Teams in Counter-Strike: Global Offensive und Overwatch, nachdem sie Smash Bros. verlassen hat.

## League of Legends
Durch die Übernahme von Team 8 durch Immortals am 7. Oktober 2015 erhielt Immortals gleichzeitig den Startplatz von Team 8 in der League of Legends Championship Series. Das Roster für die Saison 6 wurde am 8. Dezember 2015 vorgestellt. Es enthielt Heo „Huni“ Seung-hoon als Top-Laner, Kim „Reignover“ Ui-jin als Jungler, Eugene Justice „Pobelter“ Park als Mid-Laner, Jason „WildTurtle“ Tran als ADC und  Adrian „Adrian“ Ma als Supporter. Nach einer eher enttäuschenden Saison 2016, welche lediglich mit zwei 3. Plätzen in der League of Legends Championship Series und einem Nichtqualifizieren für die WM abgeschlossen wurde, verließ fast das ganze Lineup die Organisation. Lediglich Eugene Justice „Pobelter“ Park blieb der Organisation treu. Daraufhin traten Lee „Flame“ Ho-jong als Top-Laner, Joshua „Dardoch“ Hartnett als Jungler, Li Yu „Cody Sun“ Sun als ADC und Kim „Olleh“ Joo-sung als Supporter Immortals bei. Das neue Lineup erreichte auf der IEM XI Gyeonggi das Halbfinale.
Nach der Saison 2024 wird das Team nicht mehr in der LCS bzw. der neu gegründeten LTA antreten und zieht sich aus dem League of Legends Esport zurück.

### Ehemaliges Lineup
Stand 2024
| Nat.               | Name                     | Position |
| ------------------ | ------------------------ | -------- |
| Korea Sud          | Cho „Castle“ Hyeon-Seong | Top Lane |
| Vereinigte Staaten | Jonathan „Armao“ Armao   | Jungle   |
| Korea Sud          | Lee „Mask“ Sang-Hun      | Mid Lane |
| Vereinigte Staaten | Edward „Tactical“ Ra     | AD-Carry |
| Korea Sud          | Kim „Olleh“ Joo-sung     | Support  |

## Counter-Strike: Global Offensive
Beim zweiten Major-Turnier des Jahres, dem PGL Major: Kraków 2017 konnte man den ersten großen Erfolg der Franchise verbuchen und den zweiten Platz erreichen.
Der Herbst war geprägt durch Kontroversen, nach Anreise-Problemen zum Dreamhack Open Montreal 2017 musste man zunächst ein Spiel der online gespielten ESL Pro League Season 6 aufgeben. In Montreal schaffte man in Folge den Einzug ins Finale, drei der Spieler erschienen jedoch nicht rechtzeitig, wodurch abermals die erste Map aufgegeben werden musste und das Spiel in Folge 0:2 verloren wurde. Nachdem Vito „kNgV-“ Giuseppe eine Todesdrohung gegen einen konkurrierenden Spieler aussprach, der vermutete die drei zu spät gekommenen Spieler seien verkatert gewesen, wurde Giuseppe intern suspendiert. Bei einem Qualifikationsspiel setzte er sich über die Sperre hinweg und spielte ohne Wissen des CEO der Immortals eine Map, woraufhin dieser ihn aus dem Lineup entfernte. Daraufhin baten auch die Brüder Lucas „LUCAS1“ Teles und Henrique „HEN1“ Teles aus dem aktiven Lineup genommen zu werden. Für das Epicenter 2017 wurde Ricardo „boltz“ Prass an SK Gaming ausgeliehen. Das Team löste sich bis Januar 2018 auf. Im Juni 2018 verpflichtete Immortals die Spieler von SK Gaming nach dortiger Vertragsauflösung und rebrandete Made in Brazil neu.

## Overwatch
Immortals repräsentiert in der Overwatch League Los Angeles mit dem Team Los Angeles Valiant, welches in der Eastern Division spielen.
| Land                   | Name                      | Rolle   | Beitritts Datum     |
| Südkorea               | Jae Ho „RaiN“ Park        | Support | 07.01.2020          |
| Vereinigtes Königreich | Kai „KSP“ Collins         | DPS     | 15.01.2020          |
| Australien             | Adam „Adam“ Soong         | Tank    | 19.11.2020          |
| Kanada                 | Brady „Agilities“ Girardi | DPS     | 09.12.2020 (Rejoin) |
| ---------------------- | ------------------------- | ------- | ------------------- |
| Dänemark               | Johannes „Shax“ Nielsen   | DPS     | 10.05.2019          |
| Südkorea               | Sanglok „Dreamer“ Song    | Tank    | 31.10.2019          |
| Südkorea               | Jungwon „Lastro“ Mun      | Support | 31.10.2019          |